# Jacques Baquol
Jacques Baquol, né le 19 décembre 1813 à Strasbourg et mort le 2 septembre 1856 dans la même ville, est un homme de lettres et historien français, spécialiste de l'histoire de l'Alsace, également cartographe.